# Bożesław Tafelski
Bożesław Adam Tafelski (ur. 23 grudnia 1945 w Papenburgu, zm. 20 maja 2015 w Grudziądzu) – polski samorządowiec, prezydent Grudziądza (1982–1990, 1998–2002), wójt gminy Gruta (1990–1998).

## Życiorys
Syn Mirosława i Marii. Ukończył studia na Wydziale Ekonomiki Produkcji Uniwersytetu Gdańskiego oraz na Wydziale Zarządzania Uniwersytetu Warszawskiego. W 1962 wstąpił do Związku Młodzieży Socjalistycznej, a w 1964 do Polskiej Zjednoczonej Partii Robotniczej. W latach 1977–1979 ukończył studium Wieczorowego Uniwersytetu Marksizmu-Leninizmu przy Komitecie Wojewódzkim PZPR w Toruniu.
W latach 1965–1981 pracował w GZPG Stomil, gdzie w latach 1967–1971 był przewodniczącym zarządu zakładowego ZMS, a w latach 1979–1981 był członkiem egzekutywy i sekretarzem ds. ideologiczno-propagandowych komitetu zakładowego PZPR. Został następnie wiceprezydentem Grudziądza (1981–1982). W 1982 objął urząd prezydenta, który sprawował do 1990. W tym samym roku objął funkcję wójta gminy Gruta, pełnił tę funkcję do 1998.
Działał społecznie, był m.in. członkiem zarządu miejskiego Towarzystwa Przyjaciół Dzieci w Grudziądzu, prezesem zarządu gminnego Ochotniczej Straży Pożarnej w Grucie oraz wiceprezesem zarządu wojewódzkiego ZOSP RP w Toruniu i w Bydgoszczy. W wyborach w 1991 bez powodzenia ubiegał się o mandat poselski w okręgu toruńsko-włocławskim z ramienia Stronnictwa Demokratycznego.
Po wyborach w 1998 po raz kolejny został wybrany na prezydenta Grudziądza głosami zwycięskiego SLD. W latach 1998–2000 sprawował również mandat radnego sejmiku kujawsko-pomorskiego. Bez powodzenia ubiegał się o reelekcję z ramienia koalicji SLD-UP w wyborach w 2002; uzyskał w tych wyborach mandat radnego miejskiego. W wyborach w 2010 ubiegał się ponownie o funkcję wójta gminy Gruta, przegrywając w drugiej turze z Haliną Kowalkowską.
Zmarł 20 maja 2015 w Grudziądzu. 23 maja tegoż roku został pochowany z ceremoniałem strażackim na cmentarzu przy ulicy Cmentarnej.

## Odznaczenia
Odznaczony Krzyżem Kawalerskim (1996) i Oficerskim (2002) Orderu Odrodzenia Polski